# Agelena republicana
Agelena republicana es una especie de araña del género Agelena, familia Agelenidae. Fue descrita científicamente por Darchen en 1967.

## Distribución
Esta especie se encuentra en Gabón.